# 山本喜久
山本 喜久（やまもと よしひさ、1950年11月21日 - ）は、日本の工学者である。

## 経歴
1973年（昭和48年）東京工業大学工学部電気工学科卒業。1978年（昭和53年）東京大学大学院工学系研究科博士課程（電子工学）にて工学博士を取得。日本電信電話公社武蔵野電気通信研究所（現NTT基礎研究所）を経て、1992年（平成4年）よりスタンフォード大学応用物理学科・電気工学科教授、2003年（平成15年）より国立情報学研究所教授を兼務。2014年（平成26年）、内閣府革新的研究開発推進プログラムプログラム・マネージャー。2019年（令和元年）に、NTT Research, Inc.が米国シリコンバレーに新たに開設したPhysics & Informatics Laboratories (PHI Lab)の所長に就任。スタンフォード大学名誉教授、国立情報学研究所名誉教授、NTT R&Dフェローの称号を持つ。

## 研究業績
専門分野は量子光学、量子情報科学であり、最近は量子―古典クロスオーバーを利用したコヒーレント・イジングマシンについて研究をしている。
NTT基礎研究所の研究員であった1980年代には、コヒーレント光ファイバー通信の提案と実証実験、光増幅中継の提案と実証実験、半導体レーザによる光子数スクイーズド状態の発生、光子数の量子非破壊測定の提案と実証実験、その他量子光学の基礎研究を行っている。主な成果は、光子数スクイーズド状態、量子非破壊測定、および光子を用いた量子コンピューターを実現する方法を提案・実証したことである。 1990年代には、半導体共振器量子電磁力学（特にマイクロキャビティと量子井戸を用いている）とメゾスコピックデバイスにおける量子輸送現象の研究を行い、その成果は広く知られている。
スタンフォード大学の応用物理学科・電気工学科の教授、および国立情報学研究所の教授であった1990年代・2000年代には、量子情報技術の基本概念（単一光子源や、スピン量子ビット）を実現する光活用の量子ドットの開発、および励起子ポラリトンの凝縮効果の提案と実証実験を行っている。また、量子鍵配送の安全性理論と量子鍵配送プロトコルの実現にも積極的に取り組んでいる。この時期の有名な論文としては、単一量子ドットからの識別できない光子の発生を証明した論文、単一量子ドットからの光子もつれ対を生成する方法として励起子分子カスケード発光を利用する方法を提案した論文（これは、文献に報告されているように、すべての量子ドットもつれ光子源の基礎となる提案である）、および光パルスを用いた単一量子ドットスピン制御に関する論文などがある。
2010年代、量子中継器を構築するための基本概念として量子ドットの研究を続けた。 ETHのAtaç İmamoğluのグループと同時期に、量子ドットスピンとそれによって放出された光子間のエンタングルメントを初めて証明したことは重要な成果である。励起子ポラリトンの研究をさらに続け、2012年からは、誤り耐性量子コンピューターにおける必要な物理量子ビット数と計算時間を予測し、縮退光パラメトリック発振器ネットワークの開発で誕生したコヒーレント・イジングマシンと呼ばれる新しい光量子コンピューターの研究開発の先駆者となっている。

## 主な受賞歴
- 1985年　電子情報通信学会業績賞『コヒーレント光通信に関する研究』[26]
- 1992年　仁科賞『半導体レーザによる光スクイーズ状態の発生』[14]
- 1992年　カール・ツァイス賞『半導体レーザによる光スクイーズ状態の発生』[15]
- 2000年　IEEE/LEOS量子エレクトロニクス賞『励起子ポラリトンのボーズ・アインシュタイン凝縮』[13]
- 2000年　松尾学術賞『光量子物理学の基礎的な研究』[27]
- 2005年　紫綬褒章『単一光子数状態の発生』[12]
- 2010年　MIT Hermann Anton Haus レクチャラー『教育と研究における卓越した功績』[28]
- 2011年　大川賞『量子光学および量子情報処理分野における貢献』[29]
- 2022年　ウィリス・ラム賞（Physics of Quantum Electronics）『コヒーレント・イジングマシンの研究開発』

他多数

## 脚註
1. 1 2  Yamamoto, Y; Kimura, T (1981). “Coherent optical fiber transmission systems”. IEEE J. Quantum Electron. QE-17:  919-35.
2. 1 2  Yamamoto, Y (1980). “Noise and error rate performance of semiconductor laser amplifiers in PCM-IM optical transmission systems”. IEEE J. Quantum Electron. QE-16:  1073-81.
3. 1 2 3  Santori, C; Fattal, D; Vučković, J; Solomon, G S; Yamamoto, Y (2002). “Indistinguishable photons from a single-photon device”. Nature 419 (6907):  594–7. doi:10.1038/nature01086. PMID 12374958.
4. 1 2 3  Benson, O; Santori, C; Pelton, M; Yamamoto, Y (2000). “Regulated and entangled photons from a single quantum dot”. Phys. Rev. Lett. 84 (11):  2513–6. Bibcode: 2000PhRvL..84.2513B. doi:10.1103/PhysRevLett.84.2513. PMID 11018923.
5. 1 2  Inoue, K; Waks, E; Yamamoto, Y (2002). “Differential phase shift quantum key distribution”. Phys. Rev. Lett. 89 (3):  037902. Bibcode: 2002PhRvL..89c7902I. doi:10.1103/PhysRevLett.89.037902. PMID 12144419.
6. 1 2  Takesue, H; Nam, S W; Zhang, Q; Hadfield, R H; Honjo, T; Tamaki, K; Yamamoto, Y (2007). “Quantum key distribution over a 40-dB channel loss using superconducting single-photon detectors”. Nature Photonics 1 (6):  343. arXiv:0706.0397. doi:10.1038/nphoton.2007.75.
7. 1 2 3  Press, D; Ladd, T D; Zhang, B; Yamamoto, Y (2008). “Complete quantum control of a single quantum dot spin using ultrafast optical pulses”. Nature 456 (7219):  218–21. Bibcode: 2008Natur.456..218P. doi:10.1038/nature07530. PMID 19005550.
8. 1 2 3  De Greve, K; Yu, L; McMahon, P L; Pelc, J S; Natarajan, C M; Kim, N Y; Abe, E; Maier, S et al. (2012). “Qauntum-dot spin-photon entanglement via frequency downconversion to telecom wavelength”. Nature 491 (7424):  421–5. Bibcode: 2012Natur.491..421D. doi:10.1038/nature11577. PMID 23151585.
9. 1 2  Deng, H; Weihs, G; Santori, C; Bloch, J; Yamamoto, Y (2002). “Condensation of semiconductor microcavity exciton polaritons”. Science 298 (5591):  199–202. Bibcode: 2002Sci...298..199D. doi:10.1126/science.1074464. PMID 12364801.
10. 1 2  Deng, H; Haug, H; Yamamoto, Y (2010). “Exciton-polariton Bose-Einstein condensation”. Rev. Mod. Phys. 82 (2):  1489. Bibcode: 2010RvMP...82.1489D. doi:10.1103/RevModPhys.82.1489.
11. 1 2  Wang, Zhe; Marandi, Alireza; Wen, Kai; Byer, Robert L.; Yamamoto, Yoshihisa (2013). “Coherent Ising machine based on degenerate optical parametric oscillators”. Phys. Rev. A 88 (6):  063853. doi:10.1103/PhysRevA.88.063853.;McMahon, Peter L.; Marandi, Alireza; Haribara, Yoshitaka; Hamerly, Ryan; Langrock, Carsten; Tamate, Shuhei; Inagaki, Takahiro; Takesue, Hiroki et al. (2016). “A fully programmable 100-spin coherent Ising machine with all-to-all connections”. Science 354 (6312):  614–617. doi:10.1126/science.aah5178. PMID 27811274.
12. 1 2  “山本喜久教授が紫綬褒章を受賞”. 2020年12月2日閲覧。 アーカイブ 2021年8月30日 - ウェイバックマシン
13. 1 2  IEEE LEOS Quantum Electronics Award. https://www.photonicssociety.org/awards/quantum-electronics-award/quantum-electronics-award-award-winners
14. 1 2  “第38回仁科記念賞受賞”. 2020年12月2日閲覧。
15. 1 2  Carl Zeiss Foundation: Recipients of Carl Zeiss Research Award. https://www.zeiss.com/corporate/int/innovation-and-technology/zeiss-research-award.html.
16. ↑  “革新的研究開発推進プログラム（ImPACT）”.   内閣府ウェブサイト. 2025年4月10日閲覧。
17. ↑  “研究開発プログラム12｜山本（JST）”. 12山本（JST）. 2025年4月7日閲覧。
18. ↑  “ImPACT12山本プログラム（PM）”. 12山本（JST）. 2025年4月7日閲覧。
19. ↑  Yamamoto, Y; Machida, S; Nilsson, O (1986). “Amplitude squeezing in a pump-noise-suppressed laser oscillator”. Phys. Rev. A 34 (5):  4025–4042. Bibcode: 1986PhRvA..34.4025Y. doi:10.1103/PhysRevA.34.4025. PMID 9897747.;Machida, S; Yamamoto, Y; Itaya, Y (1987). “Observation of amplitude squeezing in a constant-current–driven semiconductor laser”. Phys. Rev. Lett. 58 (10):  1000–1003. Bibcode: 1987PhRvL..58.1000M. doi:10.1103/PhysRevLett.58.1000. PMID 10034306.
20. ↑  Imoto, N; Haus, H. A; Yamamoto, Y (1985). “Quantum nondemolition measurement of the photon number via the optical Kerr effect”. Phys. Rev. A 32 (4):  2287–2292. Bibcode: 1985PhRvA..32.2287I. doi:10.1103/PhysRevA.32.2287. PMID 9896342.
21. ↑  K. Igeta and Y. Yamamoto. "Quantum mechanical computers with single atom and photon fields." International Quantum Electronics Conference (1988) https://www.osapublishing.org/abstract.cfm?uri=IQEC-1988-TuI4.
22. ↑  Yamamoto, Y; Imamoglu, A (1999). Mesoscopic Quantum Optics. Wiley-Interscience. ISBN 0471148741
23. ↑  Oliver, W D; Kim, J; Liu, R C; Yamamoto, Y (1999). “Hanbury Brown and Twiss-type experiment with electrons”. Science 284 (5412):  299–301. doi:10.1126/science.284.5412.299. PMID 10195891.
24. ↑  Shields Andrew J (2007). “Semiconductor quantum light sources”. Nature Photonics 1 (4):  215–223. arXiv:0704.0403. Bibcode: 2007NaPho...1..215S. doi:10.1038/nphoton.2007.46.
25. ↑  Jones, N C; Van Meter, R; Fowler, A G; McMahon, P L; Kim, J; Ladd, T; Yamamoto, Y (2012). “Layered architecture for quantum computing”. Phys. Rev. X 2 (3):  031007. arXiv:1010.5022. Bibcode: 2012PhRvX...2c1007J. doi:10.1103/PhysRevX.2.031007.
26. ↑  “第23回電子情報通信学会業績賞”. 2020年12月2日閲覧。
27. ↑  “第4回（平成12年度）松尾学術賞”. 2020年12月2日閲覧。
28. ↑  “Yoshihisa Yamamoto to deliver the 2010 Hermann Anton Haus Lecture”. RLE News Articles.   MIT. 2020年12月2日閲覧。
29. ↑  “大川賞第19回2010年度受賞者”. 2020年12月2日閲覧。